# Helge Rosvaenge
Helge Anton Rosenvinge-Hansen, conocido como Helge Roswaenge (Copenhague, 29 de agosto de 1897 – Múnich, Alemania, 17 de junio de 1972), fue un tenor danés. 

## Biografía
Químico de profesión fue un tenor autodidacta inspirado por Enrico Caruso y perfeccionado por la que se convertiría en su esposa, la soprano húngara Ilonka Holndonner.
Debutó en 1921 como Don José en Carmen en Neustrelitz incorporándose al elenco de la Opera de Basilea entre 1924-26 y la Opera de Colonia entre 1927-30. En 1927 debutó en la Wiener Staatsoper y entre 1929-45 formó parte de la Staatsoper de Berlín.
Entre 1932-39 cantó en el Festival de Salzburgo y en el Festival de Bayreuth como Parsifal entre 1934-36.
En 1936 debutó en Covent Garden, Milán, Copenhague, Estocolmo, Bruselas, Ámsterdam, Múnich, Hamburgo y Dresde.
Debido a sus simpatías con el régimen nazi, se afilió al partido en 1935, le valió ser incluido en la Gottbegnadeten-Liste (Lista de Privilegiados) confeccionada por Joseph Goebbels, también asistió a la boda de Emy y Hermann Goering.
Hacia el final de la Segunda Guerra Mundial los rusos allanaron su villa en Wannsee en Berlín, fue detenido y deportado a Rusia, primero a Moscú y luego a Leningrado.
Al ser liberado regresó vía Estocolmo, primero a Zúrich donde trabajó como químico hasta que se estableció en Viena retomando su carrera en 1949 en la Wiener Staatsoper y la Volksoper vienesa. 
En 1951 recibió el Golden Ring en la Staatsoper, honor compartido solo por Birgit Nilsson.
En 1959 hizo su retiro formal en la Sala del Musikverein vienesa además de una gira posterior por Estados Unidos en 1963 y 1964 cantando en Carnegie Hall y en el Madison Square Garden.
Al retirarse se dedicó a la enseñanza en Múnich.
Fue un famoso Parsifal, Walter en Los maestros cantores de Núremberg, Otelo, Calaf en Turandot, Radames en Aida, Florestan en Fidelio, Tamino en La flauta mágica y otras. Lo llamaban "El rey del Do agudo".

## Publicaciones
- Helge Rosvaenge - Lache Bajazzo, Andermann, München 1953.
- Helge Rosvaenge - Mach es besser mein Sohn, Köhler&Amelang, Leipzig 1963.
- Helge Rosvaenge - Leitfaden für Gesangsbeflissene, Bei Obpacher, München 1964.